# Trenhotel Lusitania
El Trenhotel Lusitania, conocido en portugués como Lusitânia Comboio Hotel, fue un servicio ferroviario internacional que unía las dos capitales ibéricas: Lisboa (Portugal) y Madrid (España). El trayecto fue inaugurado en 1995. La última circulación fue el 17 de marzo de 2020, cuando se cerró la frontera ibérica y se suspendieron todas las conexiones ferroviarias entre España y Portugal debido a la pandemia de COVID-19. El servicio nunca fue reactivado.

## Características
Este tren circuló todas las noches entre Madrid y Lisboa, ofreciendo plazas de asientos o en cama, en las clases turista, preferente o gran clase; la composición incluía un vagón-restaurante. En los últimos años solo incluía un coche cafetería, no llevando restaurante.
El tren estaba formado de una rama de 6 coches de la serie 4C, 5C o 6C de Talgo, con 1 coche gran clase, 1 coche camas preferente, un coche camas turista, un coche cafetería, y dos coches de asientos de clase turista.

## Historia

### Itinerario a través de Castilla-La Mancha y Extremadura (1995-2012)
Se inició en 1995, para sustituir los servicios Talgo Luís de Camões y Lusitânia Expresso, que hacían el mismo recorrido. Al igual que sus predecesores, el Trenhotel Lusitania circuló por la línea Madrid-Valencia de Alcántara (España) y la línea del Este (Portugal).

### Nuevo itinerario a través de Castilla y León (2012)
Como consecuencia del decreto 45/2011 de 10 de noviembre del Gobierno de Portugal sobre cierre de la explotación del ramal luso Torre das Vargens a Marvão-Beirã, el Tren-Hotel Lusitania tuvo que modificar el itinerario tradicional Madrid-Cáceres-Valencia de Alcántara-Entroncamento-Lisboa por otro más largo entrando a Portugal por la región portuguesa de Beira Alta a través de las líneas Ávila-Salamanca y Salamanca-Fuentes de Oñoro desde donde enlazar nuevamente con Entroncamento y Lisboa.
La última circulación TH00332 del expreso Lusitania por Extremadura fue expedida a las 22:25 del día 14 de agosto de 2012 de la estación de Madrid-Chamartín y abandonó territorio español para siempre en esta línea a las 04:15 horas del 15 de agosto de 2012 al salir de la estación de Valencia de Alcántara. Desde la misma estación madrileña salió al día siguiente, 15 de agosto, a las 22:40 la primera composición vía Salamanca y Fuentes de Oñoro.

### Modificación del recorrido en Castilla y León (2012-2020)
Pocos meses después de haber iniciado su nuevo recorrido, en octubre de 2012 los dos operadores, Renfe y Comboios de Portugal, anunciaron que el Lusitania modificaría ligeramente su itinerario. Al llegar el tren a Ávila, en vez de desviarse hacia Salamanca a través de la línea Ávila-Salamanca continuaría hasta Medina del Campo por la línea Madrid-Hendaya. Una vez llegado a Medina del Campo, mediante la línea Medina del Campo-Vilar Formoso circularía directamente hacia la frontera portuguesa. Esta modificación incrementaba ligeramente el kilometraje, pero tenía la ventaja de que le permitía fusionarse con el Trenhotel Surexpreso, procedente de Hendaya, en la estación de Medina del Campo para hacer el trayecto a Lisboa conjuntamente.